# Йоанис Каравитис
Йоанис Каравитис (на гръцки: Ιωάννης Καραβίτης) е гръцки революционер, деец на гръцката въоръжена пропаганда в Македония от началото на XX век.

## Биография
Йоанис Каравитис е роден през 1883 година в Анополи на остров Крит. Присъединява се към гръцката пропаганда в Македония и в началото на 1904 година е четник при Евтимиос Каудис и Павлос Мелас в Леринско и Костурско. След смъртта на Мелас е начело на чета от 132 души и действа с Георгиос Катехакис и Георгиос Цондос.
През февруари 1905 година се изтегля в Атина, за да се завърне в Македония в началото на март 1905 година. Четата му участва в Загоричанското клане от 25 март 1905 година, при което са убити невинни българи. През юли 1905 година напада българското село Кладороби и убива 17 души, след което за кратко е отстранен от въоръжената пропаганда по желание на гръцкото консулство в Битоля.
От юли 1906 година действа с четата си в областта Мариово. Заедно с четата на Евангелос Николудис води сражение с четата на Никола от Горничево, а според други източници четата му е разбита в сражение с турски аскер, след като е издадена по невнимание от Григор Сапунджиев. Зимата на 1906-1907 година прекарва в Македония заедно с Георгиос Цондос (Вардас), а през март 1907 година отново заминава за Атина. През ноември 1907 година се установява около Пелистер, а от март 1908 година отново в Мариово като ръководител на пропагандата в областта.
През пролетта на 1908 година властите залавят двама селяни на входа на битолската гръцка митрополия, които носят писма от Йоанис Каравитис, Пердикас и Николудис, адресирани до секретаря на митрополията Леонидас Ефим. Каравитис се оплаква, че гръцкото четническо движение е затруднено от увеличаването на военните постове и от смяната на някои „добри приятели“.
В началото на юли 1908 година побеждава българска чета в сражение на връх Пиперица, Малка Нидже планина.
Участва в Балканската война начело на чета съвместно с Георгиос Диконимос, Евтимиос Каудис и Илияс Делиянакис, а през 1914 година се сражава в Северен Епир.
Умира на 29 октомври 1949 година в Атина. Известен е като Макриянис на Македонската борба. Оставя обширни спомени за „Македонската борба“.
Между 1926 и 1953 година село Бугариево, днес Неа Месимврия, се нарича Каравиас на името на Йоанис Каравитис.
В Лерин е издигнат бюст на Йоанис Каравитис, дело на скулптора Янис Канакакис.